# Aktinomykos
Aktinomykos (grekiska) är en kronisk sjukdom, som först iakttagits hos nötkreatur (1877) och som förorsakas av strålsvampen Actinomyces.

## Symtom
Aktinomykos kännetecknas av varbildning och trähårda infiltrat (aktinomykom) med från dessa utgående fistlar. Svampen parasiterar på växter och införs i djurkroppen med stråfoder. Hos kreatur angriper den mestadels underkäken, som blir svullen och varig och förstöres, eller tungan, som blir hård och orörlig (”trätunga”). Även hästens hovar kan angripas av aktinomykos.
Hos människor yttrar sig aktinomykos som ett långsamt pågående insjuknande, varvid hårda, inflammerade begynnelsehärdar bildas, som efterhand förenas. Så småningom bildas i den smältningar, varhärdar vilka efter hand tömmer sitt var genom fistlar utåt. Hopar av svampar finns i varet som gula kroppar av ett sandkorns till ett hirskorns storlek. Aktinomykos angriper även hos människan främst underkäken och ryggraden men även inre organ (lungor eller tarm, främst blindtarmen).
Konglomerat av actinomycessvampar har påvisats vara utgångspunkt för så kallade spottstenar, konkrement i spottkörtlarnas utförsgångar.

## Diagnos
Diagnosen aktinomykos kan vara svår att ställa. Förutom mikrobiologiska undersökningar kan magnetisk resonanstomografi och immunoanalyser vara till hjälp.

## Behandling
Actinomycesbakterier är i allmänhet känsliga för penicillin, som ofta används för att behandla strålsvampsjuka. Vid penicillinallergi används doxycyklin. Sulfonamider såsom sulfametoxazol kan användas som ett alternativt medel med en total daglig dos av 2-4 gram. Terapisvaret är långsamt och kan ta månader. Hyperbar syrgasbehandling kan också användas som ett komplement till konventionell behandling när sjukdomsprocessen är motståndskraftig mot antibiotika och kirurgisk behandling.

## Historik
År 1877 beskrev patolog Otto Bollinger närvaron av Actinomyces bovis hos nötkreatur, och kort därefter upptäckte James Israel Actinomyces israelii hos människor. År 1890 isolerade Eugen Bostroem den orsakande organismen ur en kultur av spannmål, gräs och jord. Efter Bostroems upptäckt fanns en allmän missuppfattning att strålsvampsjuka var en mykos som drabbade individer som tuggade gräs eller halm. Patogenen är fortfarande känd som den "stora maskeraden". Bergey Manual of Systematic Bacteriology klassificerade organismen som bakterie 1939 , men sjukdomen förblev klassificerad som en svamp i 1955 års upplaga av Control of Communicable Diseases in Man.